# Barnabás Szőllős
Barnabás Szőllős (in ebraico ברנבש סולוש‎?; Budapest, 13 dicembre 1998) è uno sciatore alpino ungherese naturalizzato israeliano dalla stagione 2017-2018.

## Biografia
Szőllős, nato a Budapest, è figlio dell'allenatore di sci alpino Peter e fratello di Noa e di Benjamin, anche loro sciatori alpini. Emigrato in giovane età in Austria per dedicarsi allo sci alpino e attivo dal dicembre del 2014, ha esordito ai Campionati mondiali a Vail/Beaver Creek 2015, giungendo 84º in slalom gigante; l'anno dopo ha partecipato ai II Giochi olimpici giovanili invernali di Lillehammer, arrivando 16º nel supergigante, 14º nello slalom gigante, 7º nello slalom speciale e non completando la combinata.
A causa di problemi con la Federazione sciistica dell'Ungheria (c'era un rischio di sospensione per la mancata presentazione di un certificato medico), i fratelli Szőllős hanno deciso di cambiare nazionalità nel 2017 e da allora rappresentano Israele. Ha esordito in Coppa Europa il 20 febbraio 2018 a Sarentino in discesa libera (53º); nel 2021 ha preso il via a due prove di ski cross della Coppa Europa di freestyle, a Reiteralm il 9 e 10 gennaio (44º e 36º), ma da allora non ha più preso parte a gare nella disciplina. Sempre nel 2021 ha preso parte ai Mondiali di Cortina d'Ampezzo, dove si è classificato 30º nella discesa libera, 29º nel supergigante, 25º nello slalom gigante, 13º nella combinata e non si è qualificato per la finale dello slalom speciale, e ha esordito in Coppa del Mondo, il 17 dicembre nel supergigante della Saslong in Val Gardena (53º).
Ai successivi XXIV Giochi olimpici invernali di Pechino 2022, sua prima presenza olimpica, si è piazzato 30º nella discesa libera, 30º nel supergigante, 22º nello slalom gigante, 23º nello slalom speciale e 6º nella combinata (eguagliando il miglior risultato di Israele ai Giochi olimpici invernali); ai Mondiali di Courchevel/Méribel 2023 è stato 37º nella discesa libera, 34º nel supergigante, 42º nello slalom speciale, 11º nella combinata e non si è qualificato per la finale dello slalom gigante e a quelli di Saalbach-Hinterglemm 2025 si è classificato 37º nella discesa libera, 48º nel supergigante, 20º nella combinata a squadre e non ha completato lo slalom speciale.

## Palmarès

### Coppa del Mondo
- Miglior piazzamento in classifica generale: 105ª nel 2022

### Coppa Europa
- Miglior piazzamento in classifica generale: 195ª nel 2024